# Андроцид (биология)
Андроци́д (греч. ἀνήρ, «мужчина», в р. п. — ἀνδρός + лат. caedo, «убиваю») — процесс дегенерации эмбрионов мужского пола, встречающийся среди некоторых жесткокрылых, бабочек и двукрылых, вызываемый паразитирующими на них бактериями из рода Wolbachia, которыми инфицировано до 20 % всех видов насекомых. Является одним из негативных проявлений, наряду с цитоплазматической несовместимостью, партеногенезом и феминизацией, вызываемых данными бактериями.
Английские исследователи М.Межерес, Г. и Л.Херсты рассматривают андроцид, как форму регуляции полового размножения и реализацию эволюционной стратегии цитоплазматически наследуемых бактерий в обеспечении максимального числа особей в популяции, которые являются носителями и могут передать своему потомству данный штамм бактерии.
Цитоплазматически наследуемым бактериям «выгодно» сокращение доли самцов в популяции — ведь они не обеспечивают сохранение и распространение бактерий. В сравнении с партеногенезом андроцид — «грубый» способ регуляции соотношения полов: самка расходует свои ресурсы на производство мужских яиц, которые погибнут, но какое-то количество самцов в популяции обязательно должно оставаться, иначе самки не будут оплодотворены и не оставят потомства